# Marwan Moussa
Marwan Moussa (in arabo مروان محمد علي موسى‎?, Marwān Muḥammad ʻAlī Mūsá; Il Cairo, 10 gennaio 1995) è un rapper egiziano.

## Biografia
Moussa, mezzo tedesco da parte materna, ha studiato ingegneria del suono a Los Angeles e si è successivamente trasferito a Roma, dove si è laureato in cinematografia presso l'American University. Ha fatto il suo debutto discografico con l'album in studio Florida (2021), risultato il disco più riprodotto dell'intero anno in suolo egiziano su Spotify. Si è inoltre esibito al campionato mondiale maschile di pallamano 2021 ed è stato incluso nella lista annuale delle star musicali arabe di Forbes Middle East.
Nel gennaio 2023 è stato riconosciuto con tre premi AFRIMA e a settembre è stato messo in commercio il suo secondo LP, dal titolo Import/Export; la traccia Ḥub khnāq è stata quella più fortunata, esordendo al 3º posto dell'Official Egypt Chart dell'International Federation of the Phonographic Industry. Ha contribuito vocalmente a Rajieen, singolo di beneficenza i cui fondi sono stati destinati al popolo palestinese durante la guerra Israele-Hamas.
È stato impegnato con una tournée musicale nel continente europeo nel gennaio 2025. È poi avvenuta la pubblicazione del suo terzo album di inediti, intitolato Al-rajul alladhī faqd qalbihi e costituito da ventitré tracce, nel maggio seguente; l'unica a debuttare nella hit parade egiziana è stata Klmyny bāllyl, in collaborazione con Lege-Cy. Klmntynā, un duetto con Saint Levant contenuto nel suo progetto Love Letters (2025), è diventato il suo primo ingresso sul podio dell'Official MENA Chart, nonché la sua prima top ten in Egitto, e nella top 20 saudita, emiratina e libanese.

## Discografia

### Album in studio
- 2021 – Florida
- 2023 – Import/Export
- 2025 – Al-rajul alladhī faqd qalbihi

### EP
- 2022 – Kazakairo
- 2022 – Florida Dark Mode (El malahi)
- 2023 – 3
- 2024 – Marḥalat al-inkār

### Singoli
- 2019 – Firʻawn
- 2019 – Nujūm Bārīs
- 2019 – Shahr Atnāshr
- 2019 – Mish hkdhb ʻalayka
- 2019 – Maṭār
- 2019 – Ashbāḥ
- 2019 – Al-niẓām
- 2019 – Alṣḥ al-zarqah
- 2019 – Al-būṣlah ḍāʻat
- 2019 – Al-khulāṣah
- 2019 – Nihāyat al-ʻālam
- 2019 – Abṭāl
- 2020 – Rabaḥ ṣāfī
- 2020 – Tātsh
- 2020 – ʻĀlam Tālit
- 2020 – Mish dāymh (con Fifty Masr)
- 2020 – Shyrātwn
- 2020 – Mīn yshtry (feat. Al-Ḍabʻ)
- 2020 – Al-jalālah
- 2021 – Kullahu fī al-salīm
- 2021 – Ballon dor
- 2021 – Bylwjā (feat. Afroto & Karim Enzo)
- 2021 – Mkhrb
- 2021 – Min Mafesh (con Molotof e Afroto)
- 2021 – Byj māfyā
- 2022 – Skhnt jāmd
- 2022 – Istidʻāʼ wālī amr
- 2022 – Byná wa-baynak
- 2022 – Adryānā Lymā
- 2022 – ʻAshān Nafhamu Baʻḍ (con Mohamed Munir e Amir Eid)
- 2022 – ʻAqd aḥtrāf
- 2023 – Dabil zwksh (feat. Stormy)
- 2024 – ʻĀmil īh
- 2024 – ʻAmmī wʻm ʻyāly
- 2025 – Bṣ yā kabīr
- 2025 – Fwātyr al-ʻitāb
- 2025 – Fhmān Dunyā
- 2025 – Al-ʻunwān

## Filmografia
- Smokey Eyes, regia di Ali Ali (2023)

## Tournée
- 2025 – The Return World Tour